# Treslon
Treslon é uma comuna francesa na região administrativa do Grande Leste, no departamento de Marne. Estende-se por uma área de 3.97 km², e possui 244 habitantes, segundo o censo de 2018, com uma densidade de 61 hab/km².